# Jardin de la Louve
Le jardin de La Louve est un jardin situé à Bonnieux et créé par Nicole de Vesian en 1986. Ce jardin bénéficie du  label Jardin remarquable.

## Sa créatrice: Nicole de Vesian
Nicole de Vesian est née en 1916. Après avoir exercée comme créatrice indépendante à Paris et New York, elle s'associe à la maison Hermès. Elle est d'abord directrice du prêt-à-porter avec Christian Lacroix comme collaborateur puis est chargée de l'art de vivre. En 1985, à l'âge de 69 ans, Nicole de Vesian prend sa retraite et achète la Louve en 1986.
Elle crée alors son premier jardin à la Louve, puis ayant acquis une certaine renommée, crée des jardins pour quelques clients dont Jack Lang et Ridley Scott. À l'âge de 80 ans, elle revend la Louve avant de mourir en 1996.
Elle vendit La Louve à Judith Pillsbury, qui a entretenu ce jardin pendant 18 ans en respectant le dessin premier. En novembre 2014, La Louve fut à nouveau vendue à Mme Sylvie Verger-Lanel qui, elle aussi avec l'aide son mari, a la ferme volonté de préserver l'œuvre originaire de Nicole De Vesian.

## Le jardin
Le jardin, d'une superficie de 1 600 m2, est situé dans le bas du village de Bonnieux sur un terrain escarpé. Le terrain en forte pente s'étage en terrasses retenues par des murs de pierre. Le sol est pauvre et pierreux.
Le jardin est principalement constitué de plantes issues de la garrigues : buis, laurier, thym, romarin, myrte, arbousier, ciste... accompagnées de plantes courantes dans la région comme les cyprès, santoline, germandrée, feijoa, lavande. Les fleurs sont peu nombreuses et simples : iris, rose trémière, bourrache. Les éléments minéraux y jouent également un rôle important : mur et escaliers de pierres, opus incertum, boules et auges de pierres.
Ce qui caractérise le jardin, c'est d'abord son insertion dans le paysage : les plantes sont souvent taillées en boule en harmonie avec les collines du Luberon ; la terrasse basse est plantée de lavandes, d'olivier afin d'assurer la transition avec la campagne. Le jardin de Nicole de Vésian est principalement connu pour ses arbustes taillés en boule. Contrairement au jardin à la française, chaque arbuste unique par sa forme, sa couleur, sa texture participe à la création d'une harmonieuse tapisserie de plantes. Le jardin de la Louve est parfois qualifié de formel et minimaliste, voire de « japonisant » bien que sa créatrice ne l'ait jamais évoqué.
Ce jardin admiré et souvent imité est considéré comme l'un des plus beaux de France.